# العلاقات التونسية البيلاروسية
العلاقات التونسية البيلاروسية هي العلاقات الثنائية التي تجمع بين تونس وروسيا البيضاء.
سفارة تونس في روسيا هي المعتمدة لدى روسيا البيضاء، بينما التمثيلية الدبلوماسية لروسيا البيضاء في تونس غير معروفة.

## مقارنة بين البلدين
هذه مقارنة عامة ومرجعية للدولتين:
| وجه المقارنة                                              | تونس                                       | روسيا البيضاء                    |
| --------------------------------------------------------- | ------------------------------------------ | -------------------------------- |
| المساحة (كم2)                                             | 163.61 ألف                                 | 207.60 ألف                       |
| عدد السكان (نسمة)                                         | 11.53 مليون                                | 9.50 مليون                       |
| الكثافة السكانية (ن./كم²)                                 | 70.47                                      | 45.76                            |
| العاصمة                                                   | تونس                                       | مينسك                            |
| اللغة الرسمية                                             | اللغة العربية                              | اللغة البيلاروسية، اللغة الروسية |
| العملة                                                    | دينار تونسي                                | روبل بلاروسي                     |
| الناتج المحلي الإجمالي (بليون دولار)                      | 40.26 مليار                                | 54.44 مليار                      |
| الناتج المحلي الإجمالي (تعادل القوة الشرائية) بليون دولار | 129.05 مليار                               | 168.35 مليار                     |
| الناتج المحلي الإجمالي الاسمي للفرد دولار أمريكي          | 3.87 ألف                                   | 5.74 ألف                         |
| الناتج المحلي الإجمالي للفرد دولار أمريكي                 | 11.44 ألف                                  | 18.18 ألف                        |
| مؤشر التنمية البشرية                                      | 0.721                                      | 0.798                            |
| رمز المكالمات الدولي                                      | +216                                       | +375                             |
| رمز الإنترنت                                              | .tn                                        | .by، .бел                        |
| المنطقة الزمنية                                           | ت ع م+01:00، توقيت وسط أوروبا، ت ع م+02:00 | ت ع م+03:00                      |

## منظمات دولية مشتركة
يشترك البلدان في عضوية مجموعة من المنظمات الدولية، منها:
| علم المنظمة | اسم المنظمة                               | تاريخ انضمام تونس | تاريخ انضمام روسيا البيضاء |
| ----------- | ----------------------------------------- | ----------------- | -------------------------- |
|             | الاتحاد البريدي العالمي                   | ?                 | ?                          |
|             | منظمة حظر الأسلحة الكيميائية              | ?                 | ?                          |
|             | الأمم المتحدة                             | 12 نوفمبر 1956    | 24 أكتوبر 1945             |
|             | وكالة ضمان الاستثمار متعدد الأطراف        | 7 يونيو 1988      | 3 ديسمبر 1992              |
|             | منظمة الشرطة الجنائية الدولية             | ?                 | ?                          |
|             | مؤسسة التمويل الدولية                     | 25 يوليو 1962     | 2 نوفمبر 1992              |
|             | الاتحاد الدولي للاتصالات                  | 14 ديسمبر 1956    | 7 مايو 1947                |
|             | البنك الدولي للإنشاء والتعمير             | 14 أبريل 1958     | 10 يوليو 1992              |
|             | المركز الدولي لتسوية المنازعات الاستشارية | 14 أكتوبر 1966    | 9 أغسطس 1992               |
|             | يونسكو                                    | 8 نوفمبر 1956     | 12 مايو 1954               |

## وصلات خارجية
- موقع وزارة الخارجية البيلاروسية